# FFH-Gebiet Küstenlandschaft Ost-Sylt
Das FFH-Gebiet Küstenlandschaft Ost-Sylt ist ein NATURA 2000-Schutzgebiet in Schleswig-Holstein im Kreis Nordfriesland im Osten der Gemeinde Sylt auf der Insel Sylt. Das Gebiet ist Teil des Naturraums Schleswig-Holsteinische Marschen und Nordseeinseln. Es besteht aus zwei räumlich getrennten Teilgebieten, einem westlichen Streifen zwischen der Wattseite im Norden und der Eisenbahnlinie nach Westerland im Süden der Insel und zwischen den Ortsteilen Keitum und Morsum sowie einem östlichen Teil zwischen dem Ortsteil Morsum und dem Hindenburgdamm. Dieser Teil wird durch die Bahnlinie zum Festland in einen nördlichen und einen südlichen Teil getrennt. Das FFH-Gebiet hat eine Gesamtfläche von 380 ha. Die größte Ausdehnung liegt in Ostwestrichtung und beträgt 7 km. Die höchste Erhebung mit 23 m über NN ist der „Munkhoog“ am Morsum-Kliff.
Knapp Dreiviertel der Fläche des FFH-Gebietes nimmt die FFH-Lebensraumklasse der Salzwiesen ein, die dem Wattenmeer vorgelagert sind, gefolgt von 12 % Trockenrasenflächen und 6 % Heiden. Die restlichen FFH-Lebensraumklassen belegen nur noch Flächenanteile, die im unteren einstelligen Prozentbereich liegen, siehe auch Grafik 1.

## FFH-Gebietsgeschichte und Naturschutzumgebung

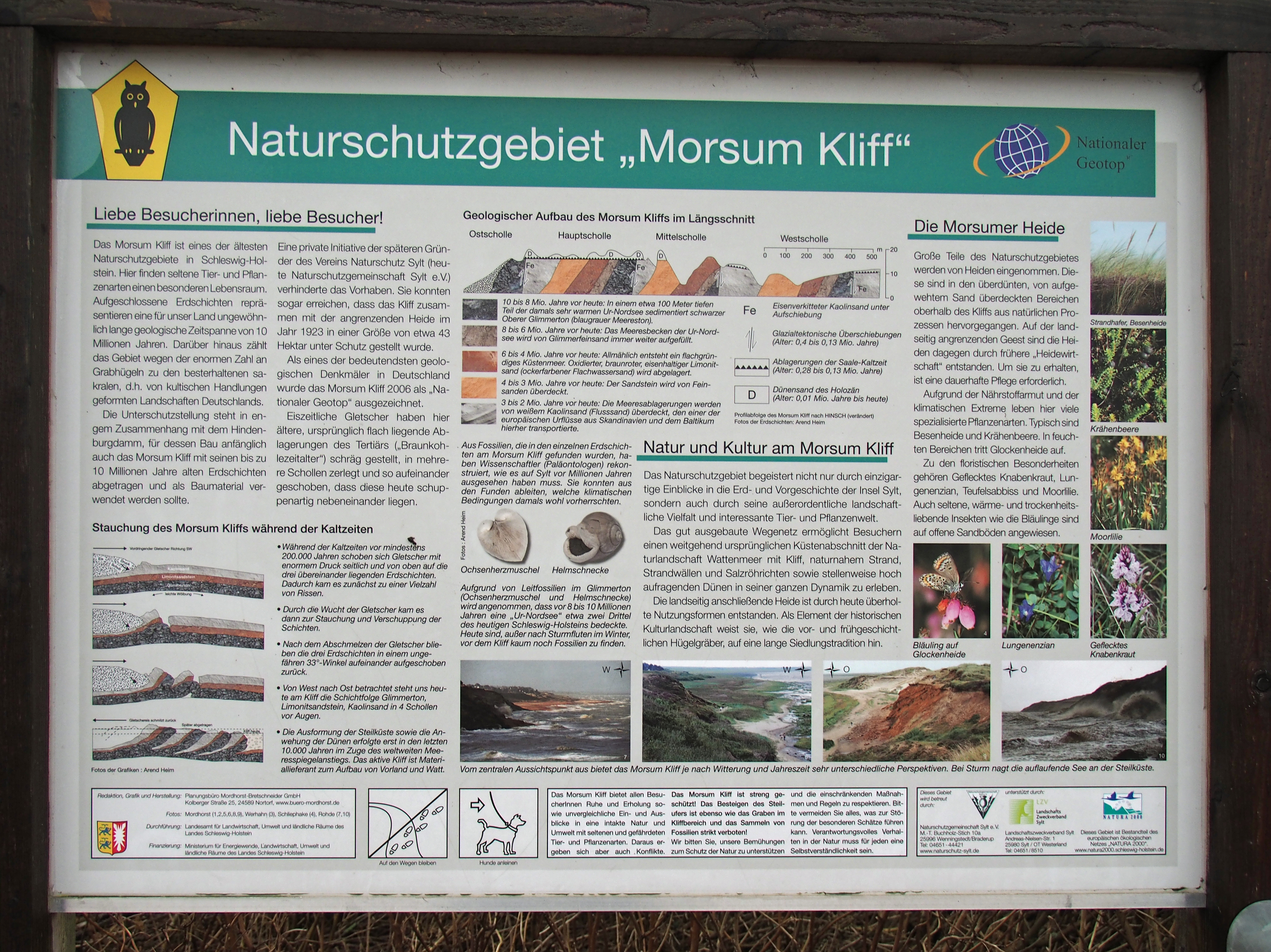
Bild 1: BIS-Tafel

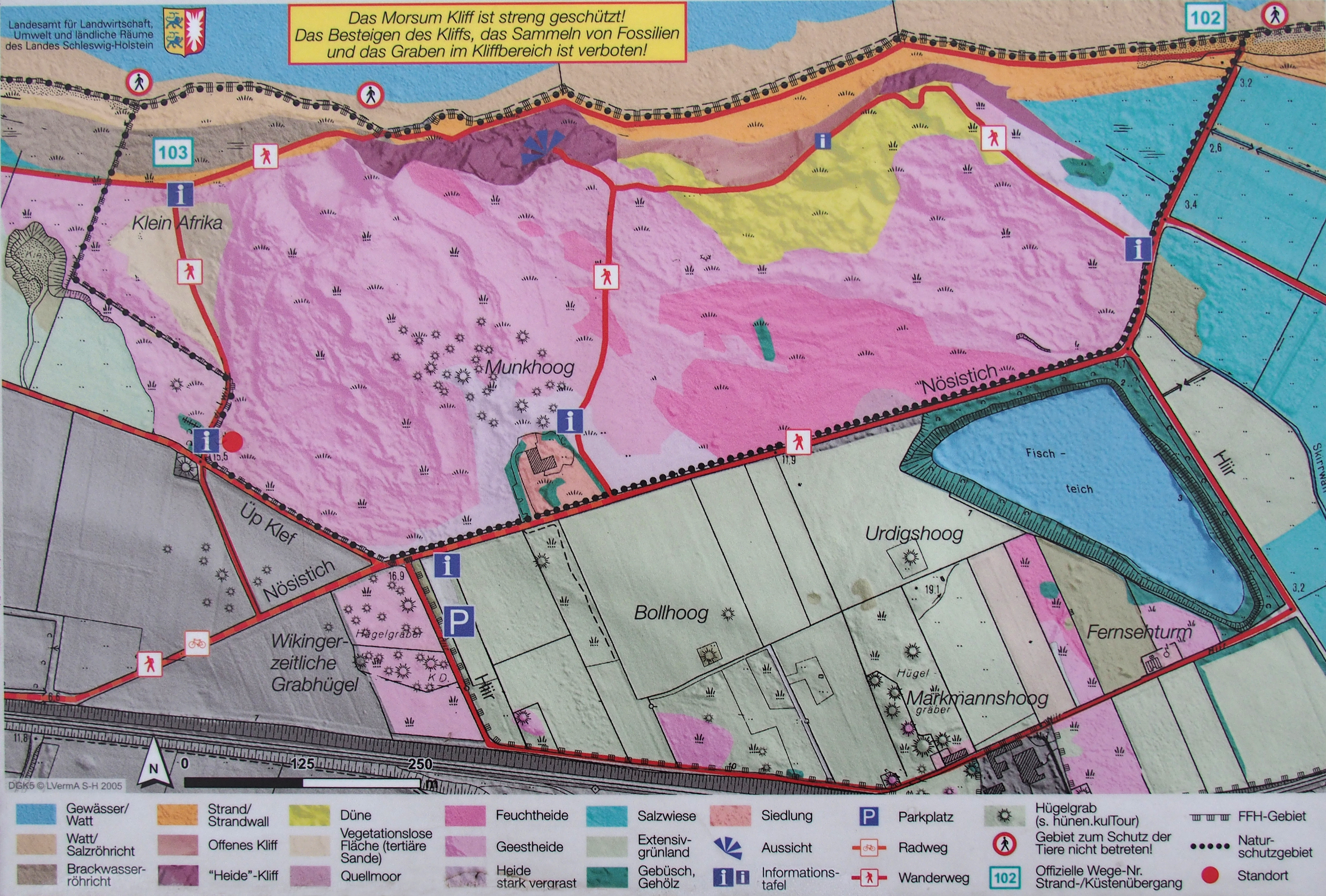
Bild 2: Wanderwege

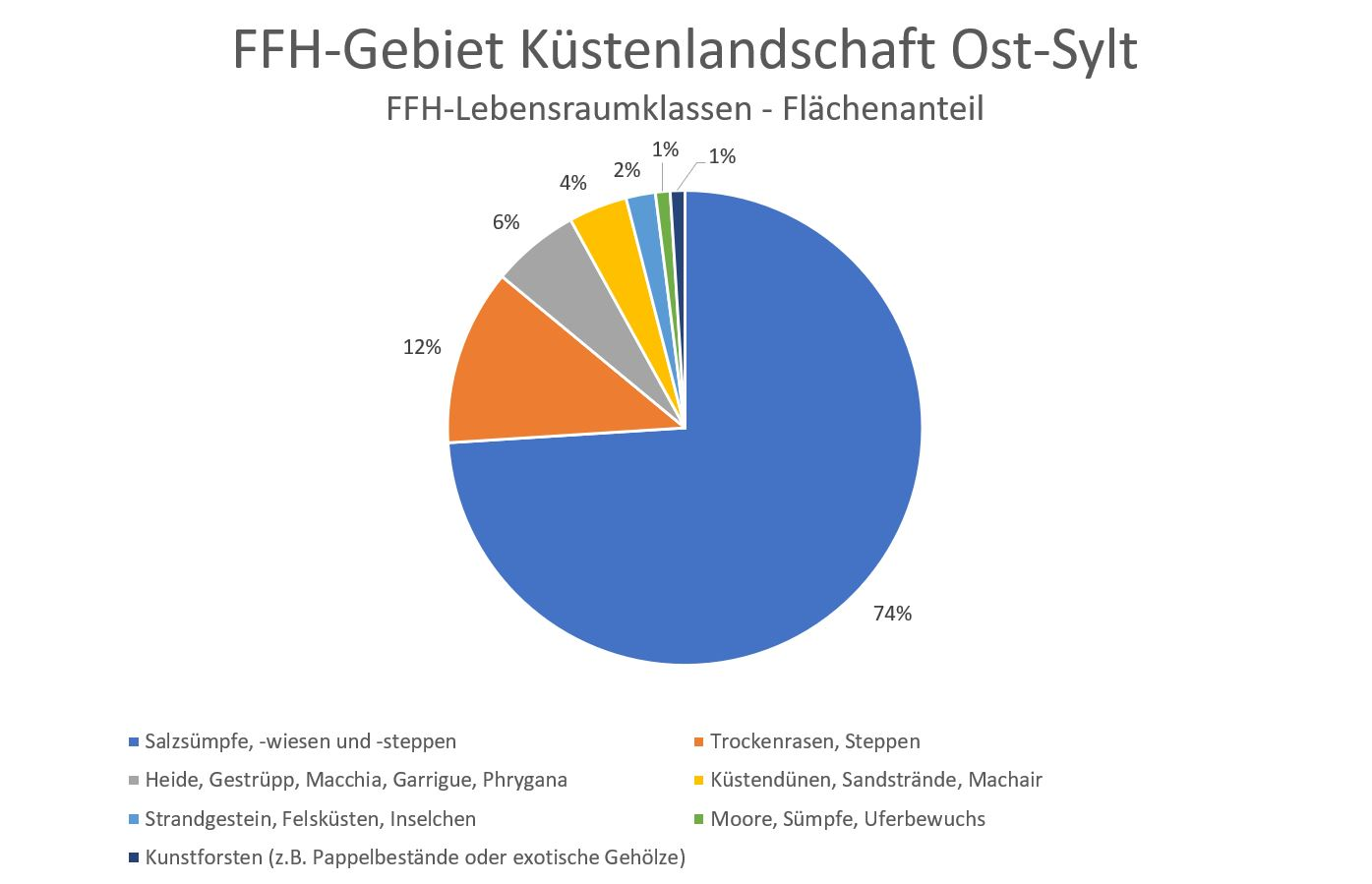
Grafik 1: FFH-Lebensraumklassen

Der NATURA 2000-Standard-Datenbogen (SDB) für dieses FFH-Gebiet wurde im Juni 2004 vom Landesamt für Landwirtschaft, Umwelt und ländliche Räume (LLUR) des Landes Schleswig-Holstein erstellt, im September 2004 als Gebiet von gemeinschaftlicher Bedeutung (GGB) vorgeschlagen, im November 2007 von der EU als GGB bestätigt und im Januar 2010 national nach § 32 Absatz 2 bis 4 BNatSchG in Verbindung mit § 23 LNatSchG als besonderes Erhaltungsgebiet (BEG) bestätigt. Der SDB wurde letztmals im Mai 2019 aktualisiert. Für das FFH-Gebiet wurde kein nationaler Managementplan veröffentlicht. Er wird durch den transnationalen Wattenmeerplan 2010 ersetzt. Das gemeinsame Wattenmeersekretariat hat seinen Sitz in Wilhelmshaven und koordiniert die Aktivitäten der drei Wattenmeerländer Dänemark, Deutschland und die Niederlande. Die Betreuung geschützter Gebiete in Schleswig-Holstein gem. § 20 LNatSchG wurde vom LLUR für dieses FFH-Gebiet dem Verein Naturschutzgemeinschaft Sylt E.V. übertragen.
Innerhalb des FFH-Gebietes befindet sich das am 9. August 1968 gegründete Naturschutzgebiet Morsum-Kliff. Es grenzt im Norden an das am 1. November 1980 gegründete Naturschutzgebiet Wattenmeer nördlich des Hindenburgdammes, im Süden an das am 23. August 1982 gegründete Naturschutzgebiet Nordfriesisches Wattenmeer. Die letzten beiden sind wiederum Teil des am 22. Juli 1985 gegründeten Nationalparks Schleswig-Holsteinisches Wattenmeer und angrenzende Küstengebiete. Das FFH-Gebiet überschneidet sich im Norden mit dem am 30. Januar 1969 gegründeten Landschaftsschutzgebiet Jükermarsch und Tipkenhügel, in der Mitte mit dem am 1. Januar 1968 gegründeten Landschaftsschutzgebiet Archsum und im Osten mit dem am 12. September 1968 gegründeten Landschaftsschutzgebiet Morsum. Die Insel Sylt ist umgeben vom Nationalpark Schleswig-Holsteinisches Wattenmeer. Zusammen mit den Halligen bildet dieser das Biosphärenreservat Schleswig-Holsteinisches Wattenmeer und Halligen, das damit unter dem internationalen Naturschutz der UNESCO steht. Am Morsum-Kliff gibt es mehrere Wanderwege und eine Aussichtsplattform mit Informationstafeln des landesweiten Besucherinformationssystems (BIS), siehe auch Bilder 1 und 2. Das Landesamt für Landwirtschaft, Umwelt und ländliche Räume des Landes Schleswig-Holstein (LLUR) hat in Zusammenarbeit mit dem Gebietsbetreuer für das Morsum-Kliff ein Faltblatt für Besucher herausgegeben. Man kann dieses auch als PDF-Dokument im Internet kostenlos herunterladen.
Das Morsum-Kliff ist ein geschütztes Geotop. Zudem befinden sich im FFH-Gebiet eine hohe Anzahl von gesetzlich geschützten archäologischen Bodendenkmälern. Im Wesentlichen handelt es sich um Grabhügel, die auch in anderen Teilen der Insel Sylt häufig anzutreffen sind. An der Westspitze des FFH-Gebietes befindet sich der Rest einer Turmhügelburg oder Motte, genannt „Tipkentörn“. Im Osten des FFH-Gebietes befinden sich in der Nähe des Morsum-Kliffs ein Altackersystem und mehrere Gräberfelder. Das gesamte Wattenmeer zwischen der Seegrenze zu Dänemark zwischen Sylt und Rømø im Norden und der Halbinsel Eiderstedt im Süden ist „Grabungsschutzgebiet im Bereich der Watten und Sände des nordfriesischen Wattenmeeres“ mit der Objektnummer GSG-ALSH-000002.

## FFH-Erhaltungsgegenstand

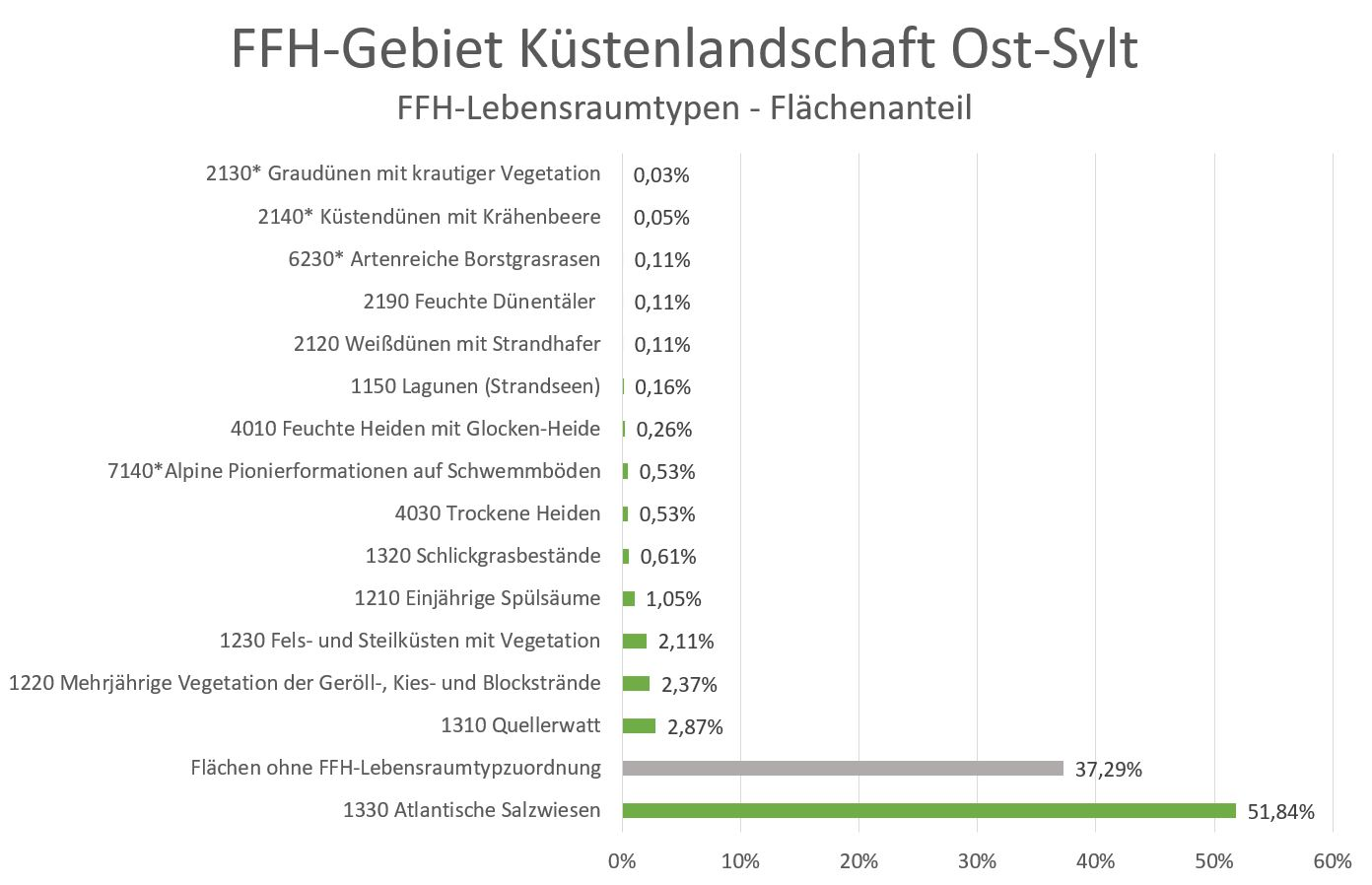
Grafik 2: FFH-Lebensraumtypen

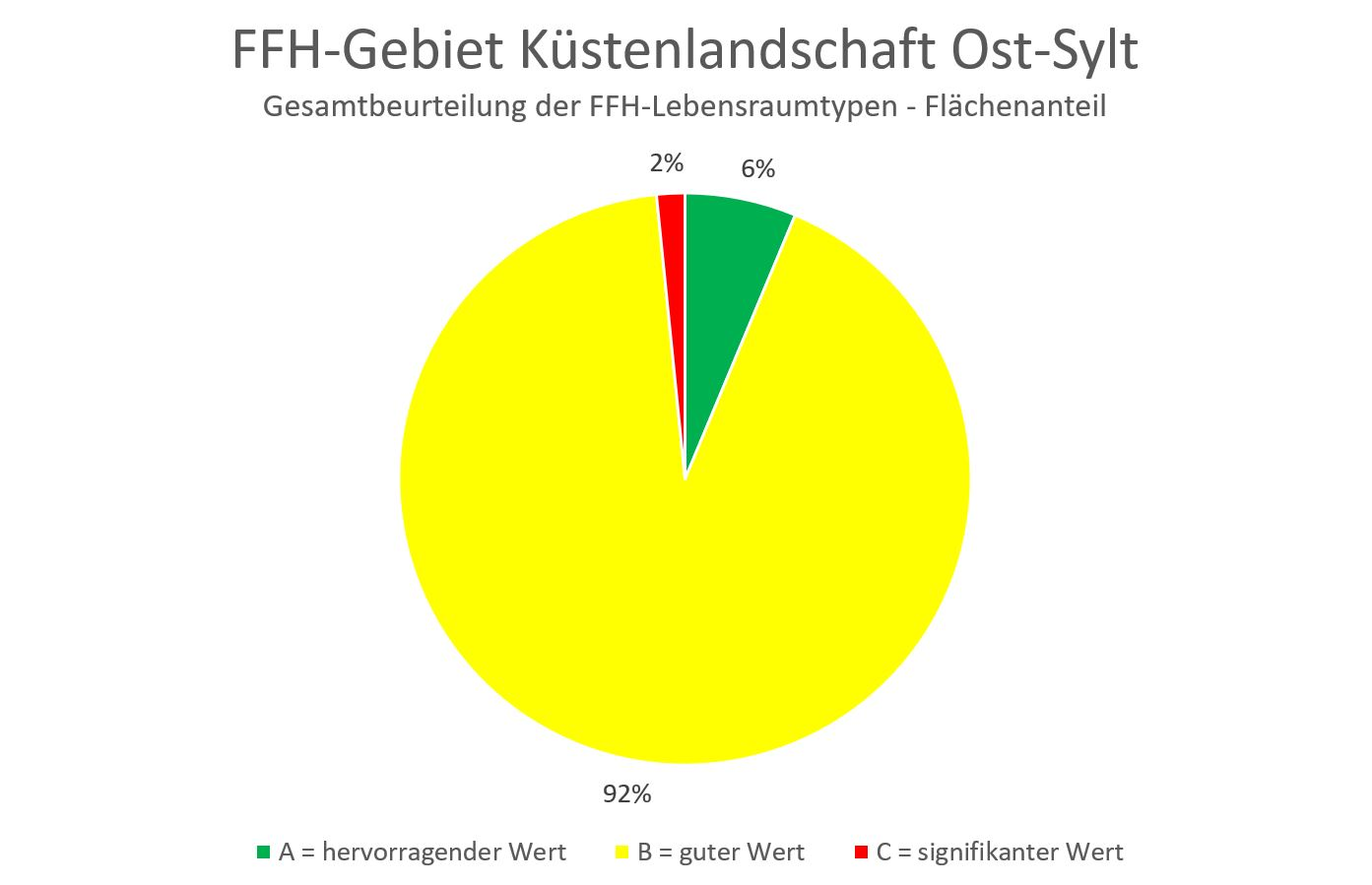
Grafik 3: Gesamtbeurteilung der FFH-Lebensraumtypen

Laut Standard-Datenbogen vom Mai 2019 sind folgende FFH-Lebensraumtypen und Arten für das Gesamtgebiet als FFH-Erhaltungsgegenstände mit den entsprechenden Beurteilungen zum Erhaltungszustand der Umweltbehörde der Europäischen Union gemeldet worden (Gebräuchliche Kurzbezeichnung (BfN)):
FFH-Lebensraumtypen nach Anhang I der EU-Richtlinie:
- 1150* Lagunen (Strandseen) (Gesamtbeurteilung B)[15]
- 1210 Einjährige Spülsäume (Gesamtbeurteilung A)[16]
- 1220 Mehrjährige Vegetation der Geröll-, Kies- und Blockstrände (Gesamtbeurteilung B)[17]
- 1230 Fels- und Steilküsten mit Vegetation (Gesamtbeurteilung A)[18]
- 1310 Quellerwatt (Gesamtbeurteilung B)[19]
- 1320 Schlickgrasbestände (Gesamtbeurteilung C)[20]
- 1330 Atlantische Salzwiesen (Gesamtbeurteilung B)[21]
- 2120 Weißdünen mit Strandhafer (Gesamtbeurteilung C)[22]
- 2130* Graudünen mit krautiger Vegetation (Gesamtbeurteilung C)[23]
- 2140* Küstendünen mit Krähenbeere (Gesamtbeurteilung C)[24]
- 2190 Feuchte Dünentäler (Gesamtbeurteilung C)[25]
- 4010 Feuchte Heiden mit Glockenheide (Gesamtbeurteilung A)[26]
- 4030 Trockene Heiden (Gesamtbeurteilung B)[27]
- 6230* Artenreiche Borstgrasrasen (Gesamtbeurteilung C)[28]
- 7140 Übergangs- und Schwingrasenmoore (Gesamtbeurteilung A)[29]

Gut die Hälfte der Fläche des FFH-Gebietes nimmt der FFH-Lebensraumtyp 1330 Atlantische Salzwiesen ein. Ein gutes Drittel wird keinem Lebensraumtyp zugeordnet. Alle anderen bewegen sich im unteren einstelligen Prozentbereich und darunter, siehe auch Grafik 2. Die für den Besucher markantesten Lebensraumtypen sind die Fels- und Steilküsten sowie die Geröll- und Blockstrände im Osten des FFH-Gebietes am Morsum-Kliff. Die Gesamtbewertung der FFH-Lebensraumflächen ergibt für über 90 % der Flächen die Note „guter Wert“, für 6 % sogar die Note „hervorragender Wert“, siehe auch Grafik 3.

## FFH-Erhaltungsziele
Aus den oben aufgeführten FFH-Erhaltungsgegenständen werden als FFH-Erhaltungsziele von besonderer Bedeutung die Erhaltung folgender Lebensraumtypen im FFH-Gebiet vom Ministerium für Energiewende, Landwirtschaft, Umwelt und ländliche Räume des Landes Schleswig-Holstein erklärt:
- 1150* Lagunen (Strandseen)
- 1210 Einjährige Spülsäume
- 1220 Mehrjährige Vegetation der Geröll-, Kies- und Blockstrände
- 1230 Fels- und Steilküsten mit Vegetation
- 1310 Quellerwatt
- 1330 Atlantische Salzwiesen
- 2120 Weißdünen mit Strandhafer
- 2130* Graudünen mit krautiger Vegetation
- 2140* Küstendünen mit Krähenbeere
- 2190 Feuchte Dünentäler
- 4010 Feuchte Heiden mit Glockenheide
- 4030 Trockene Heiden
- 6230* Artenreiche Borstgrasrasen
- 7140 Übergangs- und Schwingrasenmoore

Aus den oben aufgeführten FFH-Erhaltungsgegenständen werden als FFH-Erhaltungsziele von Bedeutung die Erhaltung folgender Lebensraumtypen im FFH-Gebiet vom Ministerium für Energiewende, Landwirtschaft, Umwelt und ländliche Räume des Landes Schleswig-Holstein erklärt:
- 1320 Schlickgrasbestände

## Wattenmeerplan 2010
Der Wattenmeerplan 2010 ersetzt für einige FFH-Gebiete im nordfriesischen Wattenmeer den Managementplan, der in Schleswig-Holstein üblicherweise vom LLUR erstellt wird. Dieser Wattenmeerplan 2010 wurde am 18. März 2010 während einer dreitägigen Dreiländerkonferenz zum Schutz des Wattenmeeres in Westerland auf Sylt als Grundlage für die zukünftige Zusammenarbeit der Länder Dänemark, Niederlande und Deutschland aufgestellt und ist auch noch im Jahre 2021 das grundlegende Dokument (lt. schriftlicher Nachfrage des Verfassers beim Wattenmeersekretariat am 23. März 2021).
Die Gründung des Gemeinsamen Sekretariats (CWSS) für die Zusammenarbeit beim Schutz des Wattenmeers ist am 13. Juli 2010 zwischen dem Ministerium für Umwelt Dänemarks, dem Bundesministerium für Umwelt, Naturschutz und Reaktorsicherheit der Bundesrepublik Deutschland und dem Ministerium für Landwirtschaft, Natur und Lebensmittelqualität der Niederlande erfolgt.
Im Kapitel 1.2.2. TMAP Datenmanagement wird auf die Aufgaben des Wattenmeersekretariats auf das Berichtswesen der EU-Länder in Bezug auf NATURA 2000 eingegangen. Danach soll das Datenhaltungssystem TMAP (engl. Trilateral Monitoring and Assessment Program) auch die Datenübermittlung an die EU unterstützen. Im Jahre 2014 verständigte man sich darauf, einen Single Integrated Management Plan (SIMP) aufzustellen. Im Jahre 2018 wurde ein erster Rahmenplan verabschiedet und eine neue Planstelle im gemeinsamen Sekretariat geschaffen, den SIMP Officer. Man rechnet mit einer Umsetzung im Jahre 2022. Inwieweit die Belange der bisherigen FFH-Managementpläne und in welcher Form darin Berücksichtigung finden, ist noch offen. Dass fast alle Veröffentlichungen des CWSS nur in englischer Sprache erscheinen, ist den Akteuren und Besuchern vor Ort im jeweiligen FFH-Gebiet schwerlich zu vermitteln.